# Mohamed Khamis Taher
Mohamed Khamis Taher (arab. ‏محمد خميس طاهر‎; ur. 30 grudnia 1959) – libijski lekkoatleta, długodystansowiec, olimpijczyk.
Zawodnik ten wystąpił w biegu maratońskim na Letnich Igrzyskach Olimpijskich 1992. Z czasem 2:35:46 zajął w nim 75. miejsce.
Rekord życiowy Tahera w biegu maratońskim wynosi 2:35:25 (rezultat osiągnięty w 1991 roku).